# Wildest Dreams
A Wildest Dreams az Iron Maiden brit heavy metal együttes 2003-as Dance of Death albumának első kislemezen kiadott dala. A kislemez a brit slágerlistán a 6. helyet szerezte meg.

## Története
A dal Adrian Smith gitáros és Steve Harris basszusgitáros közös szerzeménye, amely napokkal a Dance of Death stúdióalbum megjelenése előtt került kiadásra. A kislemez B-oldalán egy több, mint nyolc perces jam session felvétele hallható Pass the Jam címmel, melyet a stúdiómunkálatok közben rögzítettek. A CD változaton az előző nagylemez Blood Brothers című dalának nagyzenekari változata szerepel bónuszként. A Wildest Dreams volt az Iron Maiden történetében az első kislemez, amely DVD formátumban is megjelent. A címadó dal videoklipje és egy kétperces, a stúdiózást bemutató "kulisszák mögött" videó mellett két korábbi dal hangfelvételét tartalmazta a korong.
A dalhoz számítógépes animációval készült videoklip, melyben a zenekar tagjai egy idegen bolygón száguldoznak autóikkal, kapcsolódva a dalszöveg témájához, ami az újrakezdésről, a múlt hátrahagyásáról, az álmok megvalósításáról szól. A Wildest Dreams a brit slágerlistán a 6. helyen nyitott és egyben ez volt az elért legjobb helyezése is azalatt a hat hét alatt, amíg folyamatosan a Top 100-ban tartózkodott. Ennél is feljebb jutott a dal a norvég, az olasz, a svéd és a spanyol listákon, a finn és a magyar toplistán pedig egészen az 1. helyig jutott.
A kislemez borítójára egy a videoklipből kivágott kép került fel, ahogy a cilinderes Eddie-óriás szájából előugrik egy autó. A DVD-változathoz egy ettől eltérő képet választottak a klipből.

## Számlista
7" kislemez
1. Wildest Dreams (Adrian Smith, Steve Harris) – 3:49
2. Pass the Jam (Smith, Dickinson, Murray, Gers, McBrain, Harris) – 8:20

CD Maxi-Single
1. Wildest Dreams (Smith, Harris) – 3:49
2. Pass the Jam (Smith, Dickinson, Murray, Gers, McBrain, Harris) – 8:20
3. Blood Brothers (Orchestral Mix) (Harris) – 7:10

DVD-Single
1. Wildest Dreams (Video) (Smith, Harris) – 3:49
2. The Nomad (Rock Mix) (Murray, Harris) – 9:01
3. Blood Brothers (Rock Mix) (Harris) – 7:10
4. Dance Of Death – Behind The Scenes (Video) – 2:00

## Közreműködők
- Bruce Dickinson – ének
- Dave Murray – gitár
- Adrian Smith – gitár
- Janick Gers – gitár
- Steve Harris – basszusgitár
- Nicko McBrain – dobok

## Slágerlistás helyezések
| Slágerlista (2003)                    | Legjobb helyezés |
| ------------------------------------- | ---------------- |
| Dánia (Tracklisten Top 40)            | 9                |
| Egyesült Királyság (UK Singles Chart) | 6                |
| Finnország (Singlet Top 20)           | 1                |
| Franciaország (Single Top 100)        | 57               |
| Hollandia (Single Top 100)            | 45               |
| Írország (IRMA)                       | 19               |
| Kanada (Nielsen SoundScan)            | 26               |
| Magyarország (Single Top 40)          | 1                |
| Németország (Media Control Charts)    | 27               |
| Norvégia (VG-lista)                   | 5                |
| Olaszország (FIMI)                    | 4                |
| Spanyolország (PROMUSICAE)            | 2                |
| Svájc (Schweizer Hitparade)           | 68               |
| Svédország (Sverigetopplistan)        | 4                |